# Boksning under sommer-OL 1952
Boksning under OL 1952 i Helsinki, Finland, blev afviklet i Messuhalli Hall. Turneringen begyndte mandag 28. juli 1952 og varede seks dage. Turneringen blev afviklet i to bokseringe, men fra semifinalerne blev alene benyttet en enkelt ring.
Der deltog 240 boksere fra 44 nationer i turneringen, hvilket var ny rekord. I forhold til tidligere var turneringen udvidet med to nye vægtklasser: letweltervægt og letmellemvægt, der således optrådte på det olympiske program for første gang. Nyt var også, at taberne af semifinalerne ikke længere skulle kæmpe om bronzemedaljerne, og der blev faktisk ikke uddelt bronzemedaljer i boksning ved disse lege, en beslutning der var taget af det internationale bokseforbund. Dette blev ændret fra næste OL, hvor taberne af semifinalerne begge fik bronze. Ved disse lege modtog semifinaletaberne diplomer. Boksning var den eneste sportsgren ved olympiaden, hvor dette princip fandt anvendelse. I 1970 vedtog det internationale bokseforbund at tildele bronzemedaljer til semifinaletaberne, hvilket blev accepteret af IOC, og de berørte boksere blev inviteret til Helsinki for at modtage medaljerne. Blot seks af disse (heriblandt de fire finner) mødte frem.
Sovjetunionen deltog for første gang i den olympiske bokseturnering, og høstede 2 sølv- og 4 bronzemedaljer. Bedste nation blev USA med 5 guldmedaljer.
Bokseturneringens store profil var den kun 17-årige amerikaner, mellemvægteren Floyd Patterson, der imponerede med sin smidighed, slagkraft og enorme rækkevidde for en mellemvægter. Patterson vandt finalen, da han efter kun 42 sekunders boksning stoppede sin modstander, rumæneren Vasile Tiță, og derved blev vinder af den korteste boksefinale ved de moderne olympiske lege.
Val Barker trofæet blev uddelt til amerikaneren Norvel Lee, der vandt guld i letsværvægt. 
I sværvægt vandt amerikaneren Ed Sanders, da svenskeren Ingemar Johansson blev diskvalificeret for passivitet. Johansson fik frataget sin sølvmedalje, der dog mere end 30 år senere blev tildelt Johansson.

## Danske deltagere
Danmark stillede med fem deltagere i den olympiske turnering:
- Kjeld Steen (fluevægt), tabte i 1. runde til nordmanden T. Clausen med dommerstemmerne 1-2
- Niels Berthelsen (letvægt), tabte i 1. runde til canadieren C. Kenny på teknisk knockout i kampens 3. omgang
- Hans V. Petersen (letweltervægt), tabte i 1. runde til rumæneren Fr. Ambrus med dommerstemmerne 0-3
- Victor Jørgensen (weltervægt) vandt sine første tre kampe i turneringen og nåede semifinalen, hvor han tabte 0-3 til Sergej Sjtjerbakov fra Sovjetunionen og opnåede bronzemedalje
- Ebbe Kops (letmellemvægt) tabte i 1. kamp 0-3 til T. Van Schalkwyk fra Syd-afrika.

## Medaljer
| Boksing OL 1952 Helsinki | Boksing OL 1952 Helsinki | Boksing OL 1952 Helsinki | Boksing OL 1952 Helsinki | Boksing OL 1952 Helsinki | Boksing OL 1952 Helsinki |
| ------------------------ | ------------------------ | ------------------------ | ------------------------ | ------------------------ | ------------------------ |
| Nr.                      | Land                     | Guld                     | Sølv                     | Bronze                   | Totalt                   |
| 1.                       | USA                      | 5                        | 0                        | 0                        | 5                        |
| 2.                       | Italien                  | 1                        | 1                        | 1                        | 3                        |
| 3.                       | Polen                    | 1                        | 1                        | 0                        | 2                        |
| 4.                       | Finland                  | 1                        | 0                        | 4                        | 5                        |
| 5.                       | Tjekkoslovakiet          | 1                        | 0                        | 0                        | 1                        |
| 5.                       | Ungarn                   | 1                        | 0                        | 0                        | 1                        |
| 7.                       | Sovjetunionen            | 0                        | 2                        | 4                        | 6                        |
| 8.                       | Sydafrika                | 0                        | 1                        | 3                        | 4                        |
| 9.                       | Argentina                | 0                        | 1                        | 1                        | 2                        |
| 9.                       | Vesttyskland             | 0                        | 1                        | 1                        | 2                        |
| 11.                      | Irland                   | 0                        | 1                        | 0                        | 1                        |
| 12.                      | Rumænien                 | 0                        | 1                        | 1                        | 2                        |
| 12.                      | Sverige                  | 0                        | 1                        | 1                        | 2                        |
| 14.                      | Danmark                  | 0                        | 0                        | 1                        | 1                        |
| 14.                      | Bulgarien                | 0                        | 0                        | 1                        | 1                        |
| 14.                      | Frankrig                 | 0                        | 0                        | 1                        | 1                        |
| 14.                      | Sydkorea                 | 0                        | 0                        | 1                        | 1                        |
| Totalt                   | Totalt                   | 10                       | 10                       | 20                       | 40                       |

## Fluevægt
| Medalje | Land | Udøver                 |
| ------- | ---- | ---------------------- |
| Guld    | USA  | Nathan Brooks          |
| Sølv    | BRD  | Edgar Basel            |
| Bronze  | SOV  | Anatolij Bulakov       |
| Bronze  | RSA  | William Michael Toweel |

## Bantamvægt
| Medalje | Land     | Udøver            |
| ------- | -------- | ----------------- |
| Guld    | FIN      | Pentti Hämäläinen |
| Sølv    | IRL      | John McNally      |
| Bronze  | SOV      | Gennadij Garbuzov |
| Bronze  | Sydkorea | Kang Joon-Ho      |

## Fjervægt
| Medalje | Land      | Udøver            |
| ------- | --------- | ----------------- |
| Guld    | TCH       | Ján Zachara       |
| Sølv    | ITA       | Sergio Caprari    |
| Bronze  | FRA       | Joseph Ventaja    |
| Bronze  | Sydafrika | Leonard Leisching |

## Letvægt
| Medalje | Land | Udøver              |
| ------- | ---- | ------------------- |
| Guld    | ITA  | Aureliano Bolognesi |
| Sølv    | POL  | Aleksy Antkiewicz   |
| Bronze  | ROM  | Gheorghe Fiat       |
| Bronze  | FIN  | Erkki Pakkanen      |

## Letweltervægt
| Medalje | Land | Udøver                |
| ------- | ---- | --------------------- |
| Guld    | USA  | Charles Adkins        |
| Sølv    | SOV  | Viktor Mednov         |
| Bronze  | ITA  | Bruno Visintin        |
| Bronze  | FIN  | Erkki Aarno Mallenius |

## Weltervægt
| Medalje | Land | Udøver             |
| ------- | ---- | ------------------ |
| Guld    | POL  | Zygmunt Chychła    |
| Sølv    | SOV  | Sergej Sjtjerbakov |
| Bronze  | BRD  | Günther Heidemann  |
| Bronze  | DEN  | Victor Jørgensen   |

## Letmellemvægt
| Medalje | Land | Udøver                        |
| ------- | ---- | ----------------------------- |
| Guld    | HUN  | László Papp                   |
| Sølv    | RSA  | Theunis Jacobus van Schalkwyk |
| Bronze  | SOV  | Boris Tisjin                  |
| Bronze  | ARG  | Eladio Oscar Herrera          |

## Mellemvægt
| Medalje | Land | Udøver          |
| ------- | ---- | --------------- |
| Guld    | USA  | Floyd Patterson |
| Sølv    | ROM  | Vasile Tiță     |
| Bronze  | BUL  | Boris Nikolov   |
| Bronze  | SWE  | Stig Sjölin     |

## Letsværvægt
| Medalje | Land | Udøver                  |
| ------- | ---- | ----------------------- |
| Guld    | USA  | Norvel Lee              |
| Sølv    | ARG  | Antonio Pacenza         |
| Bronze  | SOV  | Anatolij Perov          |
| Bronze  | FIN  | Harri Walfrid Siljander |

## Sværvægt
| Medalje | Land | Udøver               |
| ------- | ---- | -------------------- |
| Guld    | USA  | Ed Sanders           |
| Sølv    | SWE  | Ingemar Johansson    |
| Bronze  | FIN  | Ilkka Rickhard Koski |
| Bronze  | RSA  | Andries Nieman       |